# Fenobarbitál
A fenobarbitál  (INN: phenobarbital) egy barbiturát-származék altató és görcsoldó gyógyszer.
Ma leginkább (epilepsziás) görcsoldónak használják. Nyugtató-altató (Szedatohipnotikus) hatásainak kiaknázására ma már kevéssé használják, mert ebben a tekintetben felváltották a benzodiazepinek. A VIII. Magyar Gyógyszerkönyvben Phenobarbitalum    néven hivatalos.  

## Története
Az első barbiturátot, a barbitált 1902-ben szintetizálta két német vegyész, Emil Fischer és Joseph von Mering a Bayer cégnél. 1904-re már számos hasonló vegyületet sikerült előállítani, köztük a fenobarbitált. Az első fenobarbitál alapú készítményt 1912-ben vezették be a piacra Luminal néven. Az 1950-es évekig, a benzodiazepinek bevezetéséig általánosan használták altatóként és nyugtatóként.

## Kémiai sajátságok
Fehér, kristályos por. Vízben alig, alkoholban viszont bőségesen oldódik, éterben ugyancsak oldható. Alkáli-hidroxidokkal, -karbonátokkal vízben oldódó sót képez; nátriumsója vízben bőségesen oldódik.
A fenobarbitálnak, ahogy az összes barbitálnak a központi eleme egy hexahidro-trioxo-pirimidin váz, amelynek {\displaystyle C_{5}} atomján két aktív gyököt (szubsztituenst) hordoz a molekula; a két gyök a hatáshoz elengedhetetlen. A fenilgyök bevitele a molekulára kellő lipofilitást eredményez a molekulának ahhoz, hogy a vér-agy gáton átjutva bejusson a központi idegrendszerbe, és ott kifejtse a hatását. Gyenge savi karakterét annak köszönheti, hogy a laktámcsoportok imines hidrogénjét az oxocsoportok lazítják. Így a szöveti pH-n a körülbelül 7-es {\displaystyle pK_{a}} értékkel rendelkező fenobarbitál kb. 50%-ban van nemionos, azaz transzportképes formában, ami szintén elengedhetetlen a hatáshoz. Kémiai azonosítását komplexképző tulajdonsága teszi lehetővé. A gyógyszerkönyv is nemvizes közegben, lúgos oldatban, kobalt-komplexként azonosíttatja az anyagot.

## Hatásmechanizmus
A barbiturátok a benzodiazepinekhez hasonlóan a {\displaystyle GABA_{A}} receptoron fejtik ki hatásukat. A receptor specifikus barbiturát kötőhelyéhez kapcsolódva a molekula modulálja a receptort, és ezáltal fokozza a természetes mediátor GABA hatását, csökkenti az adott neuron tüzelési frekvenciáját, így gátolja a szinaptikus ingerületátvitelt, többek között a hipotalamusz vegetatív magcsoportjain, a felszálló aktivációs pályarendszeren keresztül. Növeli a klorid-csatorna átlagos megnyílási tartalmát is, ami erősebb gátló impulzusokhoz vezet.
Nagyobb adagban a klórcsatorna közvetlen aktivációja révén GABA-mimetikus hatása is van. Csökkenti a neuronok ingerlékenységét, növeli az ingerküszöböt és a refrakter stádiumot. A barbiturátok dózistól függően nyugtató, hipnotikus, görcsoldó, narkotikus hatásúak, az analgetikumok hatását fokozzák.
A fenobarbitál a máj mikroszomális enzimrendszerének erőteljes induktora, ezért más, ezeken az enzimeken metabolizálódó gyógyszerek (pl. kortikoszteroidok, orális kontraceptívumok, ösztrogén, tesztoszteron, orális antikoagulánsok, digitoxin, metoprolol, propranolol, doxiciklin, grizeofulvin, kinidin, fenitoin, szulfadimetoxin, triciklikus antidepresszánsok) katabolizmusát fokozza, ezáltal hatásukat csökkenti.
A fenobarbitál a gasztrointesztinális rendszerből lassan szívódik fel. Lassan és kizárólag a májban bomlik. 
Metabolitjai nem jutnak el az agyszövetbe. Lebomlása rendkívül lassú, csak 10-30%-ban ürül változatlan formában a vizelettel. Folyamatos adagolásnál nagy a kumuláció veszélyének lehetősége.

## Javallatok
A fenobarbitál használata az ún. absence roham kivételével minden görcsös roham oldásában javallt. Körülbelül olyan erős görcsoldó, mint a modern fenitoin és karbamazepin gyógyszerek.

## Mellékhatások
A fenobarbitál fő mellékhatásai a szedáció és az altatás. Gyakoriak a központi idegrendszeri tünetek is, mint a szédülés, szemtekerezgés (nystagmus) és az ataxia. Idős betegeknél izgatottságot és zavart, míg gyermekekben hiperaktivitást okozhat.

## Túladagolás
A barbiturátok, így a fenobarbitál terápiás szélessége is kicsi. Antidótumaik (ellenmérgeik) nem ismertek, így különösen veszélyesek. Túladagolva kómát, halált okozhatnak. Legfőbb veszélyük a légzésdepresszió, de a vérkeringés teljes összeomlását is okozhatják.

## Készítmények
- PHENOBARBITALUM
- PHENOBARBITALUM NATRICUM
- Sevenal tbl.
- Sevenaletta tbl.

Illetve kombinációkban megtalálható:
- ATRIUM
- Germicid C végbélkúpban
- GUTTA VEGETOSEDATIVA FONOVI
- Meristin tbl.-ban, végbélkúpban
- PILULA VALEROSEDATIVA FONOVI
- PULV SOMNIFERENS FONOVI
- Radipon tbl.-ban
- SUPP ANTIPYRET P.P. FONOVII
- TRIOSPAN
- Troparin tbl.-ban